# Hamble-le-Rice
Hamble-le-Rice – wieś w Anglii, w hrabstwie Hampshire, w dystrykcie Eastleigh. Leży 24 km na południe od miasta Winchester i 111 km na południowy zachód od Londynu.